# Misil aire-aire

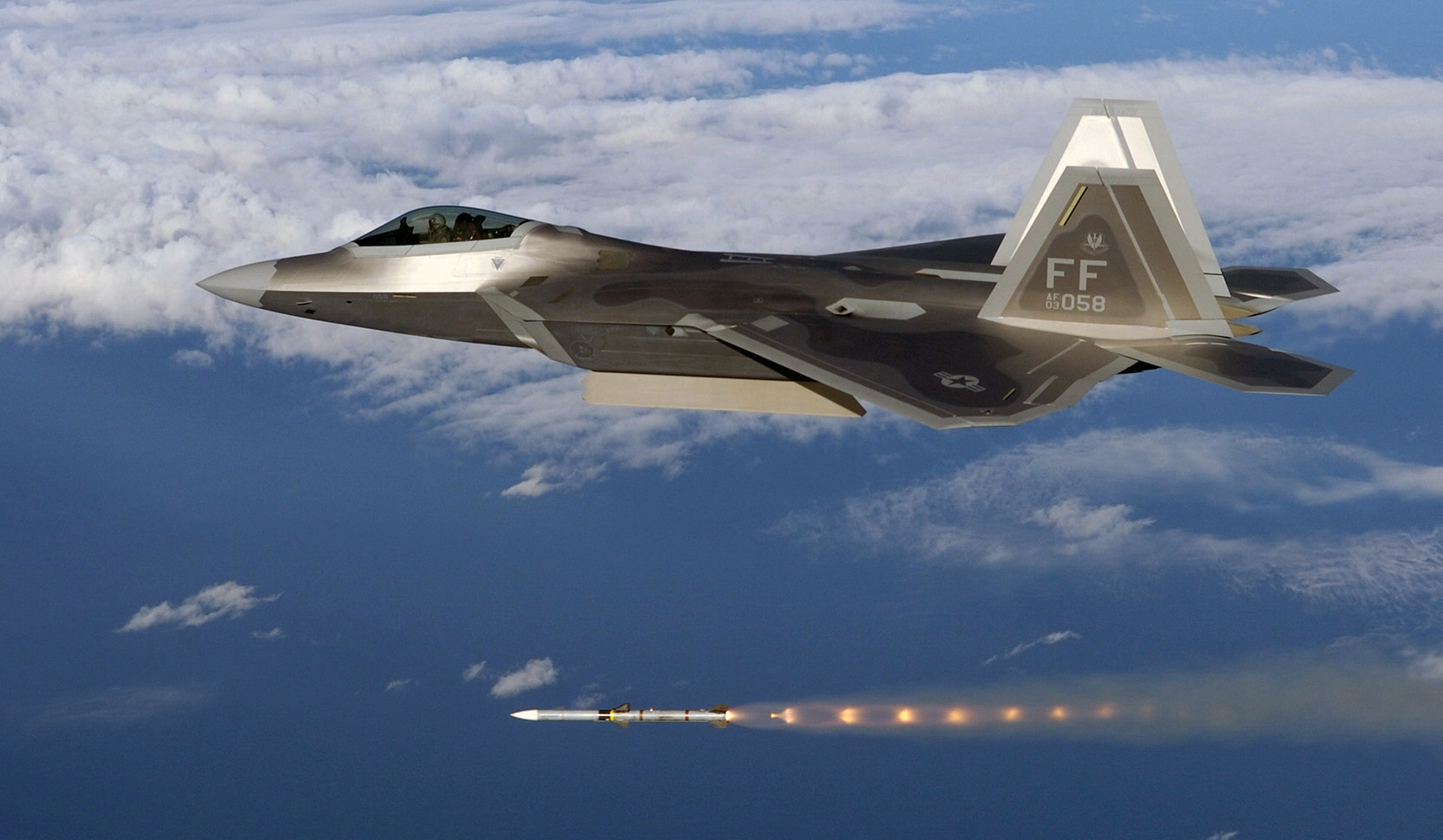
Un F-22 de la Fuerza Aérea de los Estados Unidos dispara un AIM-120 AMRAAM

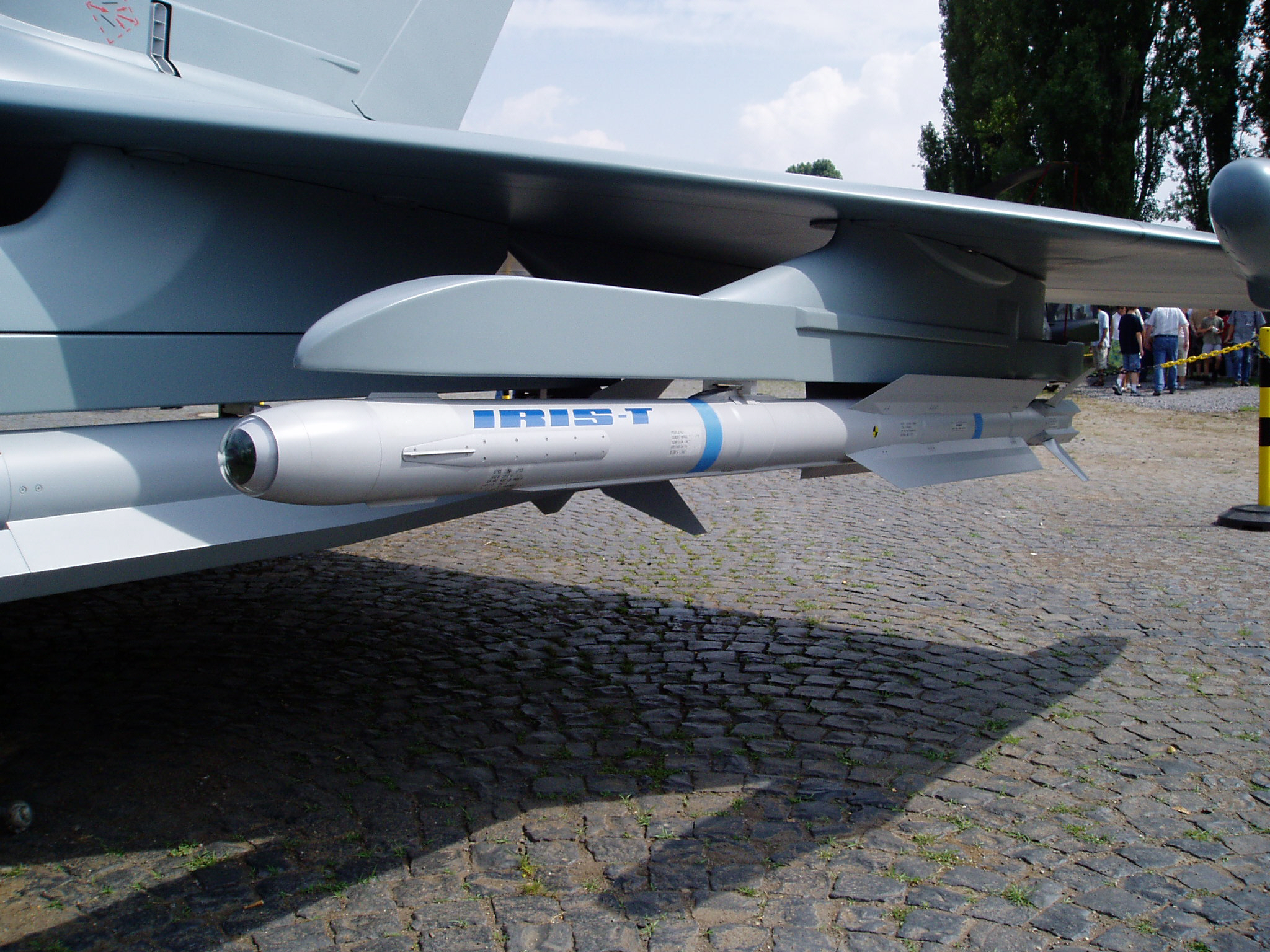
Un misil aire-aire moderno IRIS-T de la Luftwaffe.

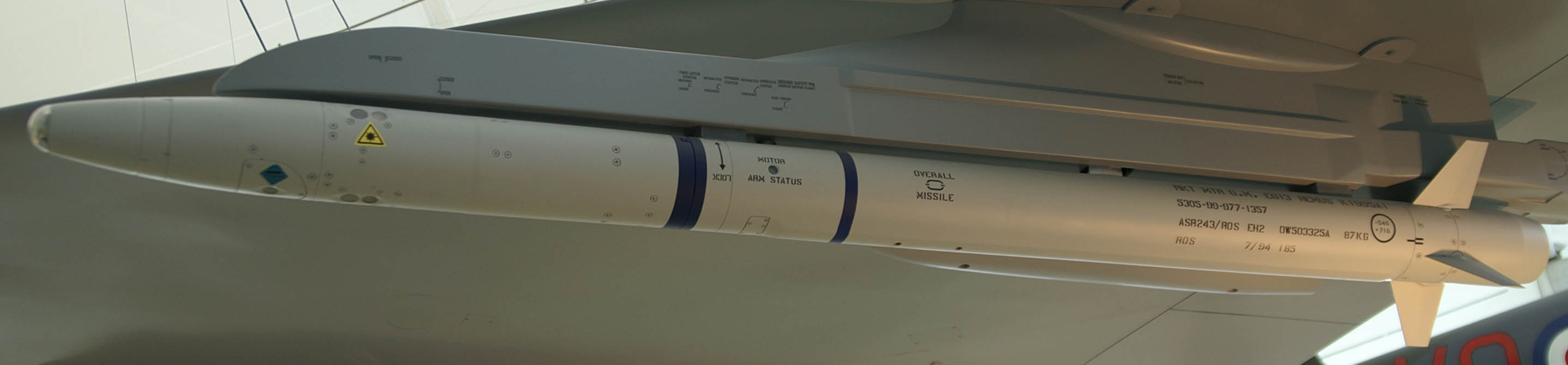
Un misil aire-aire AIM-132 ASRAAM en un Eurofighter Typhoon de la Royal Air Force.

Un misil aire-aire es un misil que se dispara desde una aeronave con el propósito de destruir a otra aeronave. En los medios militares de la OTAN y en el mundo occidental en general se designa a este tipo de misiles mediante siglas en inglés: AAM para air-to-air missile, literalmente: «misil aire-aire», pero también se usan otras siglas para designar diferentes tipos de misil AAM (por ejemplo AIM para airborne intercept missile: «misil embarcado de intercepción» o AMRAAM para advanced medium-range air-to-air missile: «misil aire-aire avanzado de medio alcance»).
Los misiles aire-aire suelen estar propulsados por uno o más motores cohete, normalmente de combustible sólido pero a veces de combustible líquido. Los motores de tipo estatorreactor, como los usados en el misil MBDA Meteor, actualmente en desarrollo, están surgiendo como propulsores para futuros misiles de medio alcance para mantener una velocidad media elevada.
Los misiles aire-aire están ampliamente agrupados en misiles de corto alcance, también llamados “dogfight” o “dentro del alcance visual” (WVR), y misiles de medio o largo alcance, "más allá del alcance visual" (BVR). Los misiles de corto alcance tienden a usar guía por infrarrojos, mientras que los misiles de medio y largo alcance cuentan con algún tipo de guía por radar (y algunas veces guiado inercial).

## Lista de misiles por país

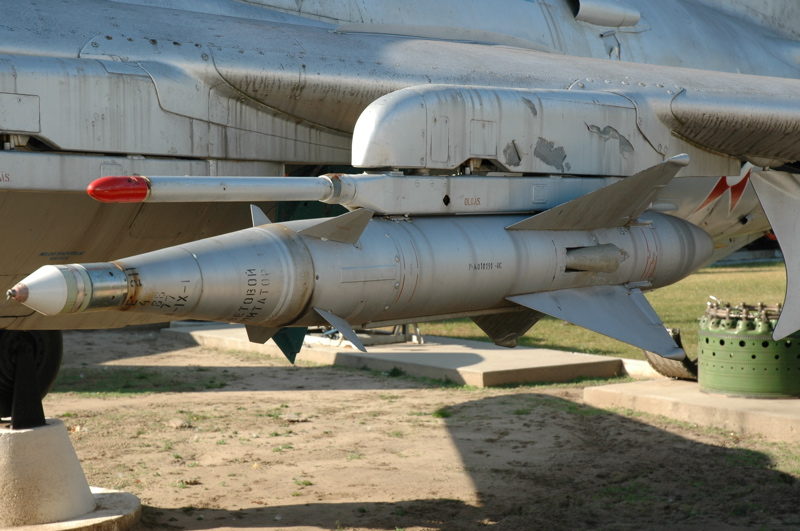
Un misil aire-aire Kaliningrad K-5 en un MiG-21. (Desplegado en el Museo de Historia Militar y Parque en Kecel, Hungría).

Para cada misil, se da una pequeña nota, incluyendo su rango y su mecanismo de guía:

### Alemania
- Ruhrstahl X-4 — diseño de la Segunda Guerra Mundial, primer misil antiaéreo llevado a la práctica de la historia, MCLOS, no entró en servicio
- Henschel Hs 298 — diseño de la Segunda Guerra Mundial, MCLOS. No entró en servicio
- IRIS-T — corto alcance guiado por infrarrojos

### Brasil
- MAA-1 Piranha — misil infrarrojo de corto alcance
- MAA-1B Piranha — misil infrarrojo de corto alcance
- A-Darter — desarrollo conjunto con Sudáfrica

### China
- PL-1 — PRC versión bajo licencia, basado en el soviético Kaliningrad K-5 (AA-1 Alkali), retirado.
- PL-2 — PRC version bajo licencia, basado en el Soviético Vympel K-13 (AA-2 Atoll), que se basó en AIM-9B Sidewinder.  Retirado y reemplazado por PL-5 en servicio en la PLAAF.
- PL-3 —Versión actualizada del PL-2, no entró en servicio.
- PL-5 — Versión actualizada del PL-2, las versiones conocidas incluyen: 
  - PL-5A - AAM de activación por radar semiactiva destinada a reemplazar el PL-2, no entró en servicio. Se parece a AIM-9G en apariencia.
  - PL-5B - Versión IR, entró en servicio en la década de 1990 para reemplazar el PL-2 SRAAM. Limitado fuera de la mira.
  - PL-5C - Versión mejorada comparable a AIM-9H o AIM-9L en rendimiento.
  - PL-5E - La versión de ataque de todos los aspectos, se parece a AIM-9P en apariencia.
  - PL-7 - Versión PRC del IR-homing French
- PL-7 - La versión PRC del francés Matra R.550 Magic AAM de IR, no entró en servicio.
- PL-8 — PRC version of the Israeli RAFAEL Python 3
- PL-9 — Misil guiado de corto alcance IR, comercializado para exportación. Una versión mejorada conocida (PL-9C).
- PL-10 — misil semiactivo de localización de radar basado en el SAM HQ-61,  A menudo confundido con PL-11. No entró en servicio.
- PL-11: misil aire-aire de alcance medio (MRAAM), basado en la tecnología HQ-61C y Aspide italiana (AIM-7). Servicio limitado con cazas J-8-B / D / H. Las versiones conocidas incluyen: 
  - PL-11 - MRAAM con conexión de radar semiactiva, basada en la tecnología HQ-61C SAM y el buscador Aspide, exportados como FD-60
  - PL-11A —PL-11 mejorado con mayor alcance, ojiva y buscador más efectivo. El nuevo buscador solo requiere guía de radar de control de fuego durante la etapa terminal, lo que proporciona una capacidad básica de LOAL (bloqueo después del lanzamiento).
  - PL-11B —También conocido como PL-11 AMR, PL-11 mejorado con AMR-1 Buscador de localización de radar activo
  - LY-60 — PL-11 adoptado para los buques de la marina para la defensa aérea, vendido a Pakistán pero no parece estar en servicio con la Armada China.
- PL-12 (SD-10) — Misil de medio alcance guiado por radar:
  - PL-12A - con motor mejorado
  - PL-12B - con guía actualizada
  - PL-12C - con aletas plegables
  - PL-12D - con motor de entrada y motores de chorro

- PL-15 — Misil de medio alcance guiado por radar
- PL-21 — Misil de largo alcance guiado por radar
- TY-90 —ligero misil aire-aire de infrarrojos diseñado para helicópteros

### Estados Unidos
- AIM-4 Falcon — guiado por radar (posteriormente IR)
- AIM-7 Sparrow — medio alcance guiado por radar semiactivo
- AIM-9 Sidewinder — corto alcance guiado por IR
- AIM-54 Phoenix — largo alcance, guiado por radar semiactivo y activo
- AIM-120 AMRAAM — medio alcance, guiado por radar activo

### Unión Europea
- MBDA Meteor — largo alcance guiado por radar activo
- IRIS-T — corto alcance guiado por infrarrojos

### Francia
- Matra R550 Magic — corto alcance guiado por IR
- Matra Magic II — guiado por IR
- Magic Super 530F/Super 530D — medio alcance guiado por radar
- MBDA MICA — Medio alcance guiado por IR o radar

### India
- Misil Astra  — Medio alcance guiado por radar activo

### Irán
- Fatter — Copia del misil estadounidense AIM-9 Sidewinder[2]
- Sedjil — Copia del misil estadounidense MIM-23 Hawk, convertido para ser lanzado desde aviones[3]
- Fakour-90 — Copia del misil estadounidense AIM-54 Phoenix

### Irak
- Al Humurrabi — largo alcance guiado por radar semiactivo

### Israel
- RAFAEL Shafrir — primer misil aire-aire fabricado en Israel
- RAFAEL Shafrir 2 — mejora del Shafrir
- RAFAEL Python 3 — medio alcance guiado por IR
- RAFAEL Python 4 — medio alcance guiado por IR
- RAFAEL Python 5 — mejora del Python 4 con localizador de imagen electro-óptico
- RAFAEL Derby — también conocido como Alto, medio alcance guiado por radar activo

### Italia
- Selenia Aspide — versión del AIM-7 Sparrow fabricada en Italia, basado en el AIM-7E.

### Japón
- Mitsubishi AAM-3 — corto alcance Tipo 90
- Mitsubishi AAM-4 — medio alcance Tipo 99
- Mitsubishi AAM-5 — corto alcance Tipo 04

### Pakistán
- Sarab 1 — Versión pakistaní del misil de corto alcance Matra Magic, cancelado debido a los malos resultados.
- H-2 BVR-AAM — guiado por infrarrojos
- H-4 BVR-AAM — medio alcance guiado por radar activo

### Rusia
- Kaliningrad K-5 (designación OTAN: AA-1 Alkali) — beam-riding
- Vympel K-13 (designación OTAN: AA-2 Atoll) — corto alcance IR o SARH
- Kaliningrad K-8 (designación OTAN: AA-3 Anab) — IR o SARH
- Raduga K-9 (designación OTAN: AA-4 Awl) — IR o SARH
- Bisnovat R-4 (designación OTAN: AA-5 Ash) — IR o SARH
- Bisnovat R-40 (designación OTAN: AA-6 Acrid) — largo alcance IR o SARH
- Vympel R-23 (designación OTAN: AA-7 Apex) — medio alcance SARAH o IR
- Molniya R-60 (designación OTAN: AA-8 Aphid) — corto alcance IR
- Vympel R-33 (designación OTAN: AA-9 Amos) — largo alcance radar activo
- Vympel R-27 (designación OTAN: AA-10 Alamo) — medio alcance SARH o IR
- Vympel R-73 (designación OTAN: AA-11 Archer) — corto alcance IR
- Vympel R-77 (designación OTAN: AA-12 Adder) — medio alcance radar activo
- Vympel R-37 (designación OTAN: AA-X-13 Arrow) — largo alcance SARH o radar activo
- Novator KS-172 AAM-L — largo alcance extremo, navegación inercial con radar activo para búsqueda terminal.

### Sudáfrica
- V3 Kukri - IR de corto alcance

- A-Darter — corto alcance guiado por IR
- R-Darter — medio alcance guiado por radar

### República de China
- Sky Sword I (TC-1) —
- Sky Sword II (TC-2) —

### Reino Unido
- Fireflash — corto alcance, beam-riding
- Firestreak — corto alcance guiado por IR
- Red Top — corto alcance guiado por IR
- Skyflash — medio alcance guiado por radar, basado en el AIM-7E2
- AIM-132 ASRAAM — corto alcance guiado por IR